# Tauno Ilmoniemi
Tauno Ilmoniemi (* 16. Mai 1893 in der Landgemeinde Kuopio; † 21. September 1934 in Oulu) war ein finnischer Turner und Wasserspringer.

## Erfolge
Tauno Ilmoniemi nahm 1912 an den Olympischen Spielen in Stockholm teil. Bei diesen gehörte er unter anderem zur finnischen Turnriege im Wettbewerb, der nach dem sogenannten freien System ausgetragen wurde. Dabei traten insgesamt fünf Mannschaften an, die aus 16 bis 40 Turnern bestehen und während des einstündigen Wettkampfs gleichzeitig antreten mussten. Es wurden die Ausführungen der geturnten Übungen an den Geräten bewertet, aber auch der Einmarsch zu Beginn und der Ausmarsch am Ende. Das Gesamtergebnis war ein Durchschnittswert der fünf Kampfrichterwertungen. Neben den Finnen traten auch Turnriegen aus Norwegen, Dänemark, dem Deutschen Reich und Luxemburg an. Mit 114,25 Punkten setzten sich die Norweger gegen ihre Konkurrenten durch. Die Finnen erzielten indes 109,25 Punkte und belegten damit vor den drittplatzierten Dänen mit 106,25 Punkten den zweiten Platz.
Ilmoniemi gewann somit zusammen mit Kaarlo Ekholm, Eino Forsström, Eero Hyvärinen, Mikko Hyvärinen, Lauri Tanner, Ilmari Keinänen, Jalmari Kivenheimo, Karl Lund, Aarne Pelkonen, Ilmari Pernaja, Arvid Rydman, Eino Saastamoinen, Aarne Salovaara, Heikki Sammallahti, Klaus Suomela, Hannes Sirola, Väinö Tiiri, Kaarlo Vähämäki und Kaarlo Vasama die Silbermedaille.
Darüber trat Ilmoniemi beim olympischen Wettkampf im Wasserspringen an. Im Wettbewerb Turmspringen einfach erzielte er eine Wertung von 35,0 Punkten und schloss seine Gruppe als Drittplatzierter ab. Er verpasste damit sowohl die direkte Finalqualifikation als Gruppenerster als auch die indirekte Qualifikation als einer der vier übrigen Punktbesten.